# Superlega 2019-2020
La Superlega 2019-2020, 75ª edizione della massima serie del campionato italiano di pallavolo maschile, si è svolta dal 19 ottobre 2019 al 7 marzo 2020: al torneo hanno partecipato tredici squadre di club italiane e la vittoria finale non è stata assegnata ad alcuna squadra a seguito dell'interruzione del campionato a causa della pandemia di COVID-19.

## Regolamento

### Formula
Le squadre avrebbero dovuto disputare un girone all'italiana, con gare di andata e ritorno, per un totale di ventisei giornate; al termine della regular season:
- Le prime otto classificate avrebbero dovuto accedere ai play-off scudetto, strutturati in quarti di finale, giocati al meglio di due vittorie su tre gare, semifinali e finale, entrambe giocate al meglio di tre vittorie su cinque gare.
- Le ultime due classificate sarebbero state retrocesse in Serie A2[2].

A seguito del diffondersi in Italia della pandemia di COVID-19, il campionato è stato sospeso il 9 marzo 2020: l'8 aprile 2020 la FIPAV ha decretato la chiusura anticipata del campionato senza assegnazione dello scudetto e delle retrocessioni.

### Criteri di classifica
Se il risultato finale è stato di 3-0 o 3-1 sono stati assegnati 3 punti alla squadra vincente e 0 a quella sconfitta, se il risultato finale è stato di 3-2 sono stati assegnati 2 punti alla squadra vincente e 1 a quella sconfitta.
L'ordine del posizionamento in classifica è stato definito in base a:
- Punti;
- Numero di partite vinte;
- Ratio dei set vinti/persi;
- Ratio dei punti realizzati/subiti.

## Squadre partecipanti
Al campionato di Superlega 2019-20 hanno partecipato tredici squadre: quella neopromossa dalla Serie A2 è stata la You Energy, vincitrice dei play-off promozione.
| Club               | Stagione | Città    | Impianto               | Stagione precedente                                         |
| ------------------ | -------- | -------- | ---------------------- | ----------------------------------------------------------- |
| Argos              | dettagli | Sora     | PalaCoccia             | 9ª in Superlega                                             |
| BluVolley Verona   | dettagli | Verona   | PalaOlimpia            | 6ª in Superlega; quarti di finale play-off scudetto         |
| Callipo            | dettagli | Maierato | PalaCalafiore          | 12ª in Superlega                                            |
| Lube               | dettagli | Treia    | PalaCivitanova         | 3ª in Superlega; campione d'Italia                          |
| Milano             | dettagli | Milano   | Palazzetto dello Sport | 8ª in Superlega; quarti di finale play-off scudetto         |
| Modena             | dettagli | Modena   | PalaPanini             | 4ª in Superlega; semifinali play-off scudetto               |
| Padova             | dettagli | Padova   | PalaSanLazzaro         | 7ª in Superlega; quarti di finale play-off scudetto         |
| Porto Robur Costa  | dettagli | Ravenna  | PalaDeAndré            | 10ª in Superlega                                            |
| Powervolley Milano | dettagli | Milano   | Palalido               | 5ª in Superlega; quarti di finale play-off scudetto         |
| Sir Safety Perugia | dettagli | Perugia  | PalaEvangelisti        | 1ª in Superlega; finale play-off scudetto                   |
| Top Volley Latina  | dettagli | Latina   | Palazzetto dello Sport | 11ª in Superlega                                            |
| Trentino           | dettagli | Trento   | PalaTrento             | 2ª in Superlega; semifinali play-off scudetto               |
| You Energy         | dettagli | Piacenza | PalaBanca              | 1ª in Serie A2 (girone blu); vincitrice play-off promozione |

## Torneo

### Regular season

#### Risultati
| Prima giornata |                                        |         |                                   |
|                |                                        |         |                                   |
| Riposa:        | Callipo                                | Callipo | Callipo                           |
| 20-10          | Lube - You Energy                      | 3-0     | 26-24, 27-25, 25-20               |
| 20-10          | Modena - Padova                        | 3-0     | 25-21, 25-19, 25-15               |
| 20-10          | BluVolley Verona - Argos               | 3-0     | 25-19, 25-20, 25-17               |
| 19-10          | Milano - Powervolley Milano            | 0-3     | 22-25, 27-29, 21-25               |
| 20-10          | Porto Robur Costa - Trentino           | 0-3     | 26-28, 15-25, 21-25               |
| 20-10          | Top Volley Latina - Sir Safety Perugia | 2-3     | 27-29, 29-27, 22-25, 25-18, 14-16 |

| Seconda giornata |                                       |                   |                            |
|                  |                                       |                   |                            |
| Riposa:          | Top Volley Latina                     | Top Volley Latina | Top Volley Latina          |
| 27-10            | Sir Safety Perugia - BluVolley Verona | 3-0               | 25-16, 25-20, 25-18        |
| 27-10            | Trentino - Milano                     | 3-0               | 25-20, 25-16, 25-21        |
| 27-10            | Powervolley Milano - Lube             | 0-3               | 22-25, 15-25, 20-25        |
| 27-10            | Padova - Callipo                      | 3-0               | 26-24, 25-23, 25-23        |
| 27-10            | Argos - Porto Robur Costa             | 1-3               | 16-25, 27-29, 25-18, 17-25 |
| 26-10            | You Energy - Modena                   | 0-3               | 24-26, 21-25, 18-25        |

| Terza giornata |                                        |        |                                   |
|                |                                        |        |                                   |
| Riposa:        | Padova                                 | Padova | Padova                            |
| 07-11          | Lube - Top Volley Latina               | 3-1    | 28-26, 25-15, 23-25, 25-23        |
| 07-11          | Modena - Argos                         | 3-0    | 25-10, 25-18, 25-15               |
| 03-11          | BluVolley Verona - You Energy          | 3-2    | 25-22, 25-27, 25-23, 18-25, 15-13 |
| 06-11          | Milano - Sir Safety Perugia            | 2-3    | 19-25, 25-19, 18-25, 25-20, 16-18 |
| 07-11          | Porto Robur Costa - Powervolley Milano | 0-3    | 25-27, 16-25, 20-25               |
| 06-11          | Callipo - Trentino                     | 1-3    | 16-25, 25-21, 18-25, 22-25        |

| Quarta giornata |                                         |      |                                   |
|                 |                                         |      |                                   |
| Riposa:         | Lube                                    | Lube | Lube                              |
| 24-10           | Sir Safety Perugia - Powervolley Milano | 0-3  | 19-25, 21-25, 22-25               |
| 09-11           | Trentino - BluVolley Verona             | 3-2  | 25-22, 25-22, 21-25, 19-25, 16-14 |
| 10-11           | Argos - Padova                          | 0-3  | 21-25, 23-25, 15-25               |
| 10-11           | Porto Robur Costa - Modena              | 0-3  | 20-25, 17-25, 16-25               |
| 10-11           | Top Volley Latina - Milano              | 3-2  | 18-25, 25-23, 19-25, 25-15, 15-11 |
| 10-11           | You Energy - Callipo                    | 3-2  | 25-18, 25-18, 20-25, 36-38, 15-10 |

| Quinta giornata |                             |                    |                            |
|                 |                             |                    |                            |
| Riposa:         | Powervolley Milano          | Powervolley Milano | Powervolley Milano         |
| 13-11           | Trentino - You Energy       | 3-1                | 25-20, 25-21, 19-25, 25-14 |
| 13-11           | Modena - Top Volley Latina  | 3-0                | 25-22, 25-14, 28-26        |
| 13-11           | BluVolley Verona - Lube     | 0-3                | 22-25, 16-25, 19-25        |
| 14-11           | Padova - Sir Safety Perugia | 1-3                | 17-25, 25-19, 21-25, 18-25 |
| 13-11           | Milano - Porto Robur Costa  | 3-1                | 17-25, 25-20, 25-19, 25-22 |
| 13-11           | Callipo - Argos             | 0-3                | 14-25, 22-25, 25-27        |

| Sesta giornata |                                       |       |                                   |
|                |                                       |       |                                   |
| Riposa:        | Argos                                 | Argos | Argos                             |
| 17-11          | Sir Safety Perugia - Callipo          | 3-0   | 25-17, 25-17, 25-17               |
| 17-11          | Lube - Modena                         | 3-0   | 25-19, 25-20, 25-18               |
| 17-11          | Powervolley Milano - Trentino         | 1-3   | 25-18, 24-26, 18-25, 21-25        |
| 17-11          | Padova - BluVolley Verona             | 0-3   | 19-25, 17-25, 21-25               |
| 17-11          | Top Volley Latina - Porto Robur Costa | 0-3   | 20-25, 23-25, 17-25               |
| 17-11          | You Energy - Milano                   | 3-2   | 17-25, 25-17, 15-25, 25-22, 15-12 |

| Settima giornata |                                 |        |                                   |
|                  |                                 |        |                                   |
| Riposa:          | Milano                          | Milano | Milano                            |
| 20-11            | Trentino - Padova               | 2-3    | 25-20, 20-25, 19-25, 25-23, 19-21 |
| 20-11            | Powervolley Milano - Modena     | 0-3    | 27-29, 28-30, 20-25               |
| 20-11            | Argos - Top Volley Latina       | 1-3    | 20-25, 22-25, 25-23, 23-25        |
| 21-11            | Porto Robur Costa - Lube        | 2-3    | 22-25, 24-26, 25-18, 25-22, 11-15 |
| 20-11            | Callipo - BluVolley Verona      | 3-0    | 25-17, 25-18, 25-20               |
| 20-11            | You Energy - Sir Safety Perugia | 0-3    | 22-25, 22-25, 17-25               |

| Ottava giornata |                                        |            |                            |
|                 |                                        |            |                            |
| Riposa:         | You Energy                             | You Energy | You Energy                 |
| 24-11           | Sir Safety Perugia - Porto Robur Costa | 3-0        | 25-14, 25-18, 25-18        |
| 24-11           | Modena - Trentino                      | 3-1        | 22-25, 25-23, 25-22, 25-21 |
| 24-11           | BluVolley Verona - Milano              | 0-3        | 21-25, 19-25, 21-25        |
| 23-11           | Padova - Top Volley Latina             | 3-1        | 25-20, 25-15, 18-25, 25-22 |
| 24-11           | Argos - Powervolley Milano             | 1-3        | 26-24, 18-25, 17-25, 18-25 |
| 24-11           | Callipo - Lube                         | 1-3        | 27-25, 18-25, 17-25, 21-25 |

| Nona giornata |                                      |        |                                   |
|               |                                      |        |                                   |
| Riposa:       | Modena                               | Modena | Modena                            |
| 27-11         | Sir Safety Perugia - Argos           | 3-0    | 25-15, 25-21, 25-19               |
| 27-11         | Lube - Milano                        | 3-1    | 25-16, 25-21, 18-25, 25-23        |
| 04-12         | Powervolley Milano - Callipo         | 3-1    | 22-25, 25-17, 25-19, 25-18        |
| 27-11         | Porto Robur Costa - BluVolley Verona | 3-1    | 25-21, 25-23, 20-25, 25-19        |
| 27-11         | Top Volley Latina - Trentino         | 1-3    | 26-28, 18-25, 25-19, 22-25        |
| 28-11         | You Energy - Padova                  | 3-2    | 25-22, 29-31, 28-26, 28-30, 15-11 |

| Decima giornata |                                      |                    |                                   |
|                 |                                      |                    |                                   |
| Riposa:         | Sir Safety Perugia                   | Sir Safety Perugia | Sir Safety Perugia                |
| 22-12           | Trentino - Lube                      | 1-3                | 27-29, 25-17, 14-25, 20-25        |
| 01-12           | BluVolley Verona - Top Volley Latina | 3-1                | 25-23, 15-25, 25-14, 25-20        |
| 01-12           | Padova - Powervolley Milano          | 3-2                | 25-22, 21-25, 19-25, 25-22, 15-10 |
| 01-12           | Milano - Modena                      | 1-3                | 15-25, 15-25, 26-24, 22-25        |
| 01-12           | Argos - You Energy                   | 2-3                | 15-25, 25-23, 25-23, 21-25, 14-16 |
| 01-12           | Callipo - Porto Robur Costa          | 2-3                | 20-25, 25-22, 21-25, 25-22, 13-15 |

| Undicesima giornata |                                 |          |                                   |
|                     |                                 |          |                                   |
| Riposa:             | Trentino                        | Trentino | Trentino                          |
| 10-11               | Lube - Sir Safety Perugia       | 3-1      | 28-26, 25-20, 24-26, 25-22        |
| 08-12               | Modena - BluVolley Verona       | 2-3      | 23-25, 17-25, 31-29, 25-19, 13-15 |
| 08-12               | Powervolley Milano - You Energy | 3-1      | 25-20, 21-25, 25-21, 25-22        |
| 07-12               | Milano - Argos                  | 3-0      | 25-22, 25-15, 25-15               |
| 08-12               | Porto Robur Costa - Padova      | 3-0      | 25-18, 25-18, 25-19               |
| 08-12               | Top Volley Latina - Callipo     | 2-3      | 22-25, 26-28, 25-18, 25-23, 15-17 |

| Dodicesima giornata |                                        |                  |                                   |
|                     |                                        |                  |                                   |
| Riposa:             | BluVolley Verona                       | BluVolley Verona | BluVolley Verona                  |
| 15-12               | Sir Safety Perugia - Modena            | 3-1              | 25-21, 18-25, 25-20, 25-19        |
| 15-12               | Powervolley Milano - Top Volley Latina | 3-1              | 25-18, 24-26, 25-17, 25-22        |
| 15-12               | Padova - Lube                          | 0-3              | 12-25, 20-25, 18-25               |
| 15-12               | Argos - Trentino                       | 0-3              | 20-25, 21-25, 16-25               |
| 15-12               | Callipo - Milano                       | 3-2              | 25-21, 18-25, 25-16, 23-25, 15-11 |
| 14-12               | You Energy - Porto Robur Costa         | 3-2              | 22-25, 25-21, 19-25, 25-22, 18-16 |

| Tredicesima giornata |                                       |                   |                                   |
|                      |                                       |                   |                                   |
| Riposa:              | Porto Robur Costa                     | Porto Robur Costa | Porto Robur Costa                 |
| 01-12                | Trentino - Sir Safety Perugia         | 1-3               | 21-25, 25-20, 19-25, 23-25        |
| 23-10                | Lube - Argos                          | 3-0               | 25-18, 25-23, 25-23               |
| 22-12                | Modena - Callipo                      | 3-1               | 25-23, 25-19, 21-25, 25-10        |
| 22-12                | BluVolley Verona - Powervolley Milano | 1-3               | 23-25, 19-25, 25-17, 17-25        |
| 21-12                | Milano - Padova                       | 3-2               | 25-20, 25-23, 19-25, 23-25, 18-16 |
| 22-12                | Top Volley Latina - You Energy        | 3-2               | 25-22, 21-25, 19-25, 25-18, 15-8  |

| Quattordicesima giornata |                                        |         |                            |
|                          |                                        |         |                            |
| Riposa:                  | Callipo                                | Callipo | Callipo                    |
| 26-12                    | You Energy - Lube                      | 0-3     | 20-25, 15-25, 13-25        |
| 26-12                    | Padova - Modena                        | 3-1     | 25-23, 22-25, 25-19, 25-23 |
| 26-12                    | Argos - BluVolley Verona               | 1-3     | 20-25, 24-26, 25-21, 11-25 |
| 26-12                    | Powervolley Milano - Milano            | 3-0     | 25-20, 25-21, 28-26        |
| 25-12                    | Trentino - Porto Robur Costa           | 3-1     | 21-25, 30-28, 25-19, 25-21 |
| 26-12                    | Sir Safety Perugia - Top Volley Latina | 3-1     | 24-26, 25-17, 25-21, 25-22 |

| Quindicesima giornata |                                       |                   |                                   |
|                       |                                       |                   |                                   |
| Riposa:               | Top Volley Latina                     | Top Volley Latina | Top Volley Latina                 |
| 16-01                 | BluVolley Verona - Sir Safety Perugia | 2-3               | 16-25, 27-25, 25-18, 18-25, 10-15 |
| 16-01                 | Milano - Trentino                     | 0-3               | 19-25, 29-31, 21-25               |
| 16-01                 | Lube - Powervolley Milano             | 2-3               | 23-25, 25-18, 25-13, 23-25, 10-15 |
| 21-02                 | Callipo - Padova                      | 3-1               | 24-26, 25-20, 25-22, 25-23        |
| 15-01                 | Porto Robur Costa - Argos             | 3-2               | 25-19, 21-25, 21-25, 25-23, 15-10 |
| 16-01                 | Modena - You Energy                   | 3-0               | 25-21, 33-31, 25-23               |

| Sedicesima giornata |                                        |        |                            |
|                     |                                        |        |                            |
| Riposa:             | Padova                                 | Padova | Padova                     |
| 19-01               | Top Volley Latina - Lube               | 1-3    | 25-23, 19-25, 17-25, 22-25 |
| 19-01               | Argos - Modena                         | 0-3    | 13-25, 19-25, 20-25        |
| 19-01               | You Energy - BluVolley Verona          | 3-1    | 25-23, 26-24, 20-25, 25-15 |
| 19-01               | Sir Safety Perugia - Milano            | 3-0    | 25-18, 25-17, 25-21        |
| 19-01               | Powervolley Milano - Porto Robur Costa | 3-0    | 25-18, 25-20, 25-18        |
| 19-01               | Trentino - Callipo                     | 3-1    | 25-23, 25-23, 13-25, 25-21 |

| Diciassettesima giornata |                                         |      |                            |
|                          |                                         |      |                            |
| Riposa:                  | Lube                                    | Lube | Lube                       |
| 26-01                    | Powervolley Milano - Sir Safety Perugia | 0-3  | 28-30, 19-25, 25-27        |
| -                        | BluVolley Verona - Trentino             | -    | annullata                  |
| 26-01                    | Padova - Argos                          | 3-1  | 20-25, 25-14, 25-18, 25-23 |
| 26-01                    | Modena - Porto Robur Costa              | 3-0  | 25-18, 25-17, 25-18        |
| 25-01                    | Milano - Top Volley Latina              | 3-1  | 22-25, 25-19, 25-17, 25-21 |
| 25-01                    | Callipo - You Energy                    | 0-3  | 22-25, 19-25, 21-25        |

| Diciottesima giornata |                             |                    |                            |
|                       |                             |                    |                            |
| Riposa:               | Powervolley Milano          | Powervolley Milano | Powervolley Milano         |
| 02-02                 | You Energy - Trentino       | 1-3                | 25-23, 22-25, 16-25, 21-25 |
| 02-02                 | Top Volley Latina - Modena  | 1-3                | 23-25, 28-26, 13-25, 20-25 |
| 02-02                 | Lube - BluVolley Verona     | 3-0                | 25-8, 25-14, 25-19         |
| 02-02                 | Sir Safety Perugia - Padova | 3-1                | 25-23, 19-25, 25-20, 25-21 |
| 01-02                 | Porto Robur Costa - Milano  | 3-1                | 25-21, 18-25, 25-20, 32-30 |
| 02-02                 | Argos - Callipo             | 0-3                | 21-25, 19-25, 20-25        |

| Diciannovesima giornata |                                       |       |                            |
|                         |                                       |       |                            |
| Riposa:                 | Argos                                 | Argos | Argos                      |
| 05-02                   | Callipo - Sir Safety Perugia          | 1-3   | 25-22, 21-25, 22-25, 21-25 |
| 05-02                   | Modena - Lube                         | 3-1   | 17-25, 25-19, 25-18, 25-21 |
| 05-02                   | Trentino - Powervolley Milano         | 3-1   | 19-25, 25-23, 25-22, 25-22 |
| 05-02                   | BluVolley Verona - Padova             | 0-3   | 21-25, 23-25, 20-25        |
| 05-02                   | Porto Robur Costa - Top Volley Latina | 3-1   | 25-23, 19-25, 25-23, 25-15 |
| 06-02                   | Milano - You Energy                   | 3-1   | 25-23, 25-27, 31-29, 25-23 |

| Ventesima giornata |                                 |        |                                   |
|                    |                                 |        |                                   |
| Riposa:            | Milano                          | Milano | Milano                            |
| 09-02              | Padova - Trentino               | 2-3    | 25-19, 20-25, 18-25, 30-28, 18-20 |
| 09-02              | Modena - Powervolley Milano     | 3-0    | 27-25, 25-14, 25-19               |
| 09-02              | Top Volley Latina - Argos       | 3-1    | 25-15, 25-23, 24-26, 25-18        |
| 09-02              | Lube - Porto Robur Costa        | 3-0    | 25-21, 25-23, 25-19               |
| 08-02              | BluVolley Verona - Callipo      | 3-1    | 22-25, 25-21, 28-26, 31-29        |
| 09-02              | Sir Safety Perugia - You Energy | 3-1    | 23-25, 25-18, 25-22, 25-14        |

| Ventunesima giornata |                                        |            |                                  |
|                      |                                        |            |                                  |
| Riposa:              | You Energy                             | You Energy | You Energy                       |
| 16-02                | Porto Robur Costa - Sir Safety Perugia | 1-3        | 21-25, 25-22, 22-25, 19-25       |
| 16-02                | Trentino - Modena                      | 1-3        | 20-25, 25-21, 25-27, 22-25       |
| 16-02                | Milano - BluVolley Verona              | 3-2        | 25-20, 28-26, 18-25, 18-25, 15-7 |
| 16-02                | Top Volley Latina - Padova             | 3-0        | 25-18, 27-25, 28-26              |
| 16-02                | Powervolley Milano - Argos             | 3-1        | 25-20, 25-22, 22-25, 25-16       |
| 16-02                | Lube - Callipo                         | 3-0        | 25-19, 25-23, 25-17              |

| Ventiduesima giornata |                                      |        |           |
|                       |                                      |        |           |
| Riposa:               | Modena                               | Modena | Modena    |
| -                     | Argos - Sir Safety Perugia           | -      | annullata |
| -                     | Milano - Lube                        | -      | annullata |
| -                     | Callipo - Powervolley Milano         | -      | annullata |
| -                     | BluVolley Verona - Porto Robur Costa | -      | annullata |
| -                     | Trentino - Top Volley Latina         | -      | annullata |
| -                     | Padova - You Energy                  | -      | annullata |

| Ventitreesima giornata |                                      |                    |                                   |
|                        |                                      |                    |                                   |
| Riposa:                | Sir Safety Perugia                   | Sir Safety Perugia | Sir Safety Perugia                |
| 08-03                  | Lube - Trentino                      | 3-2                | 22-25, 21-25, 25-18, 25-22, 15-13 |
| 07-03                  | Top Volley Latina - BluVolley Verona | 2-3                | 22-25, 25-23, 27-25, 20-25, 12-15 |
| -                      | Powervolley Milano - Padova          | -                  | annullata                         |
| 08-03                  | Modena - Milano                      | 3-1                | 25-16, 25-18, 23-25, 25-21        |
| 08-03                  | You Energy - Argos                   | 3-0                | 25-0, 25-0, 25-0                  |
| 04-03                  | Porto Robur Costa - Callipo          | 3-2                | 25-20, 24-26, 18-25, 25-22, 15-13 |

| Ventiquattresima giornata |                                 |          |           |
|                           |                                 |          |           |
| Riposa:                   | Trentino                        | Trentino | Trentino  |
| -                         | Sir Safety Perugia - Lube       | -        | annullata |
| -                         | BluVolley Verona - Modena       | -        | annullata |
| -                         | You Energy - Powervolley Milano | -        | annullata |
| -                         | Argos - Milano                  | -        | annullata |
| -                         | Padova - Porto Robur Costa      | -        | annullata |
| -                         | Callipo - Top Volley Latina     | -        | annullata |

| Venticinquesima giornata |                                        |                  |                     |
|                          |                                        |                  |                     |
| Riposa:                  | BluVolley Verona                       | BluVolley Verona | BluVolley Verona    |
| -                        | Modena - Sir Safety Perugia            | -                | annullata           |
| -                        | Top Volley Latina - Powervolley Milano | -                | annullata           |
| -                        | Lube - Padova                          | -                | annullata           |
| 02-03                    | Trentino - Argos                       | 3-0              | 25-21, 25-18, 25-17 |
| -                        | Milano - Callipo                       | -                | annullata           |
| -                        | Porto Robur Costa - You Energy         | -                | annullata           |

| Ventiseiesima giornata |                                       |                   |                   |
|                        |                                       |                   |                   |
| Riposa:                | Porto Robur Costa                     | Porto Robur Costa | Porto Robur Costa |
| -                      | Sir Safety Perugia - Trentino         | -                 | annullata         |
| -                      | Argos - Lube                          | -                 | annullata         |
| -                      | Callipo - Modena                      | -                 | annullata         |
| -                      | Powervolley Milano - BluVolley Verona | -                 | annullata         |
| -                      | Padova - Milano                       | -                 | annullata         |
| -                      | You Energy - Top Volley Latina        | -                 | annullata         |

#### Classifica
| Pos. | Squadra            | Pt | G  | V  | P  | SV | SP | Ratio | PF    | PS    | Ratio |
| ---- | ------------------ | -- | -- | -- | -- | -- | -- | ----- | ----- | ----- | ----- |
| 1.   | Lube               | 53 | 20 | 18 | 2  | 57 | 16 | 3,563 | 1 746 | 1 483 | 1,177 |
| 2.   | Modena             | 52 | 21 | 17 | 4  | 55 | 19 | 2,895 | 1 795 | 1 552 | 1,157 |
| 3.   | Sir Safety Perugia | 51 | 20 | 18 | 2  | 55 | 20 | 2,750 | 1 785 | 1 576 | 1,133 |
| 4.   | Trentino           | 45 | 21 | 15 | 6  | 53 | 30 | 1,767 | 1 937 | 1 829 | 1,059 |
| 5.   | Powervolley Milano | 36 | 19 | 12 | 7  | 40 | 29 | 1,379 | 1 606 | 1 529 | 1,050 |
| 6.   | Porto Robur Costa  | 26 | 21 | 9  | 12 | 34 | 46 | 0,739 | 1 739 | 1 817 | 0,957 |
| 7.   | Padova             | 25 | 19 | 8  | 11 | 33 | 40 | 0,825 | 1 617 | 1 676 | 0,965 |
| 8.   | BluVolley Verona   | 24 | 20 | 8  | 12 | 33 | 45 | 0,733 | 1 675 | 1 752 | 0,956 |
| 9.   | Milano             | 23 | 20 | 7  | 13 | 33 | 46 | 0,717 | 1 718 | 1 785 | 0,962 |
| 10.  | You Energy         | 21 | 20 | 8  | 12 | 33 | 47 | 0,702 | 1 767 | 1 780 | 0,993 |
| 11.  | Top Volley Latina  | 16 | 20 | 5  | 15 | 31 | 51 | 0,608 | 1 790 | 1 899 | 0,943 |
| 12.  | Callipo            | 16 | 20 | 5  | 15 | 28 | 50 | 0,560 | 1 690 | 1 812 | 0,933 |
| 13.  | Argos (-3)         | 2  | 21 | 1  | 20 | 14 | 60 | 0,233 | 1 412 | 1 787 | 0,790 |

L'Argos ha scontato 3 punti di penalizzazione.

## Verdetti
| Squadra            | Qualificazione           |
| ------------------ | ------------------------ |
| Lube               | Champions League 2020-21 |
| Modena             | Champions League 2020-21 |
| Sir Safety Perugia | Champions League 2020-21 |
| Trentino           | Champions League 2020-21 |
| Powervolley Milano | Challenge Cup 2020-21    |

## Statistiche
| Rendimento individuale | Rendimento individuale | Rendimento individuale | Rendimento individuale |
| Pos.                   | Nome                   | Punti                  | Squadra                |
| ---------------------- | ---------------------- | ---------------------- | ---------------------- |
| 1                      | Nimir Abdel-Aziz       | 458                    | Powervolley Milano     |
| 2                      | Stéphen Boyer          | 384                    | BluVolley Verona       |
| 3                      | Jean Patry             | 375                    | Top Volley Latina      |
| 4                      | Fernando Hernández     | 368                    | Padova                 |
| 5                      | Wilfredo León          | 361                    | Sir Safety Perugia     |
| 6                      | Bartosz Kurek          | 358                    | Milano                 |
| 7                      | Ivan Zaytsev           | 334                    | Modena                 |
| 8                      | Dick Kooy              | 324                    | You Energy             |
| 9                      | Sharone Vernon-Evans   | 309                    | Porto Robur Costa      |
| 10                     | Luca Vettori           | 306                    | Trentino               |

| Attacchi vincenti | Attacchi vincenti    | Attacchi vincenti | Attacchi vincenti  |
| Pos.              | Nome                 | Punti             | Squadra            |
| ----------------- | -------------------- | ----------------- | ------------------ |
| 1                 | Nimir Abdel-Aziz     | 375               | Powervolley Milano |
| 2                 | Stéphen Boyer        | 330               | BluVolley Verona   |
| 2                 | Jean Patry           | 330               | Top Volley Latina  |
| 4                 | Fernando Hernández   | 324               | Padova             |
| 5                 | Bartosz Kurek        | 312               | Milano             |
| 6                 | Wilfredo León        | 291               | Sir Safety Perugia |
| 7                 | Ivan Zaytsev         | 274               | Modena             |
| 7                 | Dick Kooy            | 274               | You Energy         |
| 9                 | Sharone Vernon-Evans | 261               | Porto Robur Costa  |
| 10                | Luca Vettori         | 260               | Trentino           |

| Muri vincenti | Muri vincenti     | Muri vincenti | Muri vincenti      |
| Pos.          | Nome              | Punti         | Squadra            |
| ------------- | ----------------- | ------------- | ------------------ |
| 1             | Srećko Lisinac    | 56            | Trentino           |
| 2             | Alberto Polo      | 44            | Padova             |
| 3             | Aleks Grozdanov   | 43            | Porto Robur Costa  |
| 4             | Sebastián Solé    | 42            | BluVolley Verona   |
| 4             | Lorenzo Cortesia  | 42            | Porto Robur Costa  |
| 6             | Robertlandy Simón | 38            | Lube               |
| 6             | Dragan Stanković  | 38            | You Energy         |
| 8             | Roberto Russo     | 37            | Sir Safety Perugia |
| 8             | Edoardo Caneschi  | 37            | Argos              |
| 8             | Petar Krsmanović  | 37            | You Energy         |
| 8             | Stefano Mengozzi  | 37            | Callipo            |

| Battute vincenti | Battute vincenti        | Battute vincenti | Battute vincenti   |
| Pos.             | Nome                    | Punti            | Squadra            |
| ---------------- | ----------------------- | ---------------- | ------------------ |
| 1                | Nimir Abdel-Aziz        | 54               | Powervolley Milano |
| 2                | Wilfredo León           | 50               | Sir Safety Perugia |
| 3                | Matthew Anderson        | 36               | Modena             |
| 3                | Ivan Zaytsev            | 36               | Modena             |
| 5                | Bartosz Bednorz         | 35               | Modena             |
| 6                | Yacine Louati           | 32               | Milano             |
| 7                | Arthur Szwarc           | 31               | Top Volley Latina  |
| 8                | Yūki Ishikawa           | 29               | Padova             |
| 8                | Sharone Vernon-Evans    | 29               | Porto Robur Costa  |
| 10               | Gabriele Nelli          | 26               | You Energy         |
| 10               | Aleksandar Atanasijević | 26               | Sir Safety Perugia |
| 10               | Aboubacar Neto          | 26               | Callipo            |
| 10               | Thijs ter Horst         | 26               | Porto Robur Costa  |
| 10               | Dick Kooy               | 26               | You Energy         |
| 10               | Donovan Džavoronok      | 26               | Milano             |

| Ricezioni perfette | Ricezioni perfette   | Ricezioni perfette | Ricezioni perfette |
| Pos.               | Nome                 | Prf.               | Squadra            |
| ------------------ | -------------------- | ------------------ | ------------------ |
| 1                  | Daniele Lavia        | 175                | Porto Robur Costa  |
| 2                  | Santiago Danani      | 141                | Padova             |
| 3                  | Jenia Grebennikov    | 138                | Trentino           |
| 4                  | Jani Kovačič         | 133                | Porto Robur Costa  |
| 5                  | João Rafael Ferreira | 125                | Argos              |
| 6                  | Alexander Berger     | 124                | You Energy         |
| 7                  | Trévor Clévenot      | 119                | Powervolley Milano |
| 8                  | Wilfredo León        | 116                | Sir Safety Perugia |
| 9                  | Garrett Muagututia   | 115                | BluVolley Verona   |
| 10                 | Bartosz Bednorz      | 109                | Modena             |
| 10                 | Domenico Cavaccini   | 109                | Top Volley Latina  |